# Eumichtis nigrolineata
Eumichtis nigrolineata là một loài bướm đêm trong họ Noctuidae.